# Sinophorus tricoloripes
Sinophorus tricoloripes är en stekelart som först beskrevs av Otto Schmiedeknecht 1909.  Sinophorus tricoloripes ingår i släktet Sinophorus och familjen brokparasitsteklar. Inga underarter finns listade i Catalogue of Life.